# 网络安全
网络安全（英語：network security）包含网络设备安全、网络信息安全、網路軟體安全。
黑客通过基于网络的入侵来达到窃取敏感信息的目的，也有人以基于网络的攻击见长，被人收买通过网络来攻击商业竞争对手企业，造成网络企业无法正常营运，网络安全就是为了防范这种信息盗窃和商业竞争攻击所采取的措施。

## 行動程式碼
行動程式碼（Mobile code）是一種从远程系统获取的软件程序或程序的部分内容，通过网络传输并在本地系统上执行，而无需接收方明确安装或执行。行動程式碼的例子包括嵌入型脚本（JavaScript、VBScript）、Java小應用程式、ActiveX 控制。
行動程式碼（如 JavaScript）也能通过电子邮件在客户端自动下载并执行，可能作为附件形式提供，或是内嵌在 HTML 邮件内容中。例如，ILOVEYOU、TRUELOVE。此类病毒利用VBScript的自动执行特性，将恶意代码嵌入.vbs附件。当用户在Windows系统打开附件时，脚本会自动调用系统组件（如Windows Script Host）执行攻击行为，如文件删除、邮件群发等。)。
在幾乎所有現實狀況中，用戶不會意識到行動程式碼正下載和在他們的本機電腦中執行。

## 网络安全概念
网络安全始于身份验证。身份验证通常需要用户名和密码。由于这一过程只需一个细节（也就是密码）来验证用户是否是真实的，所以这种认证方式被称为单因素认证（Single-Factor Authentication，简称SFA）。
一些服务采用两因素认证。这种验证需要使用用户“所拥有的”某种东西（例如安全令牌等物理设备、银行卡或手机）。一些服务也采用三因素认证时。这种验证则需要用户“很难被替代”的某种东西（例如指纹或视网膜扫描）。
一旦身份验证通过，防火墙就会执行访问策略，例如规定网络用户可以访问哪些服务。虽然这能有效防止未经授权的访问，但该组件并不能检测出所有通过网络传输的潜在有害内容，如计算机病毒或木马。因此防病毒软件或入侵预防系统（IPS）可以帮助检测并抑制此类恶意软件的行为。基于异常的入侵检测系统也可以像 Wireshark 那样监控网络，并将网络流量记录下来以用于审计目的以及后续的高级分析。更先进的系统将无监督机器学习与完整的网络流量分析相结合，能够从恶意内部人员或已攻破用户机器或账户并带有针对性的外部攻击者中检测出活跃的网络攻击者。
两个主机之间的网络通信可以进行加密处理，以保障安全和隐私。
蜜罐本质上是经过伪装的可访问的网络资源，可作为监控非法网络活动和预警黑客的工具来部署在网络中。因为这些蜜罐通常很容易被黑客“攻破”。蜜罐被放置在网络中的某个位置，使其看上去存在漏洞且无人防守。需注意的是，网络安全的核心在于对数据访问的授权管理。用户可以选择或者被分配一个身份令牌。并且这种通过蜜罐获取的身份令牌实际上会被隔离并进行监控。 在黑客攻击期间和攻击之后，安全人员会研究攻击者试图破坏这些伪装资源所使用的技术，借此机会来留意并防范新的漏洞利用手段。这种分析可用于进一步加强由蜜罐保护的实际网络的安全性。蜜罐还可以将攻击者的注意力从合法服务器转移开。蜜罐诱导攻击者将时间和精力投入到伪装服务器上，并且分散他们对真实服务器上数据的注意力。
与蜜罐类似，蜜网是通过故意暴露漏洞而建立的网络。其目的还在于诱使攻击者发起攻击，以便研究攻击者的攻击手段，并利用这些信息来提高网络安全性。蜜网通常会包含一个或多个蜜罐设备。
以往关于网络安全的研究主要集中在利用工具来保障交易和信息流的安全，以及用户对这些工具的了解程度和使用情况上。然而，近些年来，讨论的范围已扩展到从更广泛的数字经济和社会背景来考量信息安全问题。这表明，网络安全不仅仅关乎个体用户和工具；还涉及数字世界中更广泛的信息安全文化。

## 保护措施
有许多保护措施可以帮助用户保护自己免受黑客攻击。这些措施包括：
- 防病毒软件：防病毒软件用于检测和删除计算机上的恶意软件。防病毒软件可以帮助保护您的计算机免受各种威胁，包括病毒、蠕虫和木马。但是，防病毒软件并非万无一失，因此重要的是使用其他保护措施，例如防火墙和保持软件更新。
- 密码管理器：密码管理器可以帮助您创建和存储安全密码。密码管理器可以帮助您为您的在线帐户创建强而唯一的密码，并可以帮助您记住这些密码。这可以帮助您保护自己免受密码被盗。
- 安全套件：安全套件是提供各种安全功能的软件程序。安全套件通常包括防病毒软件、防火墙和密码管理器。安全套件可以为抵御各种威胁提供全面的保护。
- 无线传感器网络安全：无线传感器网络（WSN）用于各种应用，包括工业控制、环境监测和医疗保健。WSN可能容易受到各种安全威胁，因此重要的是采取措施保护它们。保护WSN的一种方法是使用加密技术来保护传感器节点之间以及传感器节点与基站之间的通信。保护WSN的另一种方法是使用访问控制机制来限制对网络的访问。

## 参見
攻
- 黑客
- 电脑病毒/蠕虫病毒/特洛伊木马 (电脑)/后门

防
- 網路主權
- 入侵预防系统/防火墙 (网络)/杀毒软件
- 網路安全標準
- 戈登-洛布模型
- 主動式防禦